# Vectispa relicta
Vectispa relicta là một loài côn trùng trong họ Mantispidae thuộc bộ Neuroptera. Loài này được Cockerell miêu tả năm 1921.